# Vinilamina
Vinilamina, também conhecida como aminoeteno, aminoetileno ou etenoamina, é um composto orgânico, uma amina com  a fórmula química C2H5N ou H2C=CH-NH2.